# Platysoma biimpressum
Platysoma biimpressum är en skalbaggsart som beskrevs av Schmidt 1892. Platysoma biimpressum ingår i släktet Platysoma och familjen stumpbaggar. Inga underarter finns listade i Catalogue of Life.